# The Pinnacle
The Pinnacle (čínsky znaky zjednodušené 广晟国际大厦, tradiční 廣晟國際大廈) je mrakodrap ve městě Kanton v Číně. Je 360 m vysoký, má 60 pater a byl dokončen v roce 2012. Jeho podlahová plocha je 118 452 m². Tato budova je důležitým obchodním centrem ve městě Kanton. Nachází se v ní také hotel.